# Квінт Гортензій Гортал
Квінт Гортензій Гортал (114 — 50 роки до н. е.) — політичний, державний і військовий діяч Римської республіки, консул 69 року до н. е., один з найвидатніших давньоримських красномовців та адвокатів.

## Життєпис
Походив із впливового плебейського роду Гортензіїв. Син Квінта Гортензія, консула 108 року до н. е., та Семпронії. 
Замолоду займався мистецтвом красномовства та адвокатською практикою. У 95 році до н. е. виступав захисником провінції Африка, а у 92 році до н. е. — Нікомеда III, царя Віфінії. Спочатку в 90 році до н. е. служив простим вояком, згодом у 89 році до н. е. обрано військовим трибуном в армії Луція Корнелія Сулли під час Союзницької війни.
У 86 році до н. е. успішно захищав Гнея Помпея стосовно звинувачень у захопленні частини військової здобичі. У 81 році до н. е. Гортензій став квестором. У цей же період він захищав Марка Канулея; водночас без успіху захищав Гнея Корнелія Долабеллу, проконсула Кілікії, проти звинувачень Марка Емілія Скавра у здирництві. Після цього Гортал блискуче виграв захист іншого Гнея Корнелія Долабелли, проконсула Македонії, проти звинувачень Цезаря. У 75 році до н. е. обрано еділом; на цій посаді Гортензій влаштовував чудові ігри та роздачу хліба.
У 72 році до н. е. став претором, головував у суді в справах із здирництва. У 69 році до н. е. обрано консулом разом з Квінтом Цецилієм Метеллом Критським. Під час консульства відмовився очолити флот проти піратів. У 67 році до н. е. обрано до колегії авгурів.
У 67—66 Гортал виступав проти надання імперія Гнею Помпею для боротьби спочатку із піратами, а потім й Мітридатом VI, царем Понту. У 63 році до н. е. разом із Цицероном захищав Гая Рабірія проти звинувачень у державній зраді, а у 62 році до н. е. — Луція Ліцинія Мурени проти звинувачень у підкупі виборців, у 59 році до н. е. — Луція Флакка, якого звинувачували у здирництві у провінції Азія, Публія Корнелія Сулли у причетності до змови Луція Сергія Катиліни. Усі ці процеси було успішно виграно.
У 58 році до н. е. виступив за повернення Марка Цицерона до Риму з вигнання, але делегацію, до складу якої входив Гортал, атакували загони народного трибуна Клодія.
У 56 році до н. е. з успіхом захищав Публія Сестія від звинувачень у насильстві. У 53 році до н. е. сприяв обранню Цицерона до колегії авгурів. У 52 році до н. е. був одним з адвокатів Тита Аннія Мілона у звинувачені у вбивстві Клодія. У 51 році до н. е. успішно захищав свого небожа Марка Валерія Мессала Руфа проти звинувачення у підкупі виборців, а у 50 році до н. е. — Аппія Клавдія Пульхра у звинуваченні щодо здирництва.

## Родина
1. Дружина — Лутація, донька Квінта Лутація Катула, консула 102 року до н. е.
Діти:
- Квінт Гортензій Гортал, претор 45 року до н. е.
- Гортензія Гортала

2. Дружина — Марція, донька Луція Марція Філіппа, консул 56 року до н. е.
Діти:
- Квінт Марцій Гортал Гортензін